# Nice - À propos de Jean Vigo
Nice - À propos de Jean Vigo è un documentario del 1983 diretto da Manoel de Oliveira.